# Bzyp
Bzyp (abchaski Бзыҧ, Bzyp; ros. Бзып, Bzyp; Бзыбь, Bzyb´; gruz. ბზიფი, Bzipi) – najdłuższa rzeka w Abchazji, mająca 110 km długości. Uchodzi do Morza Czarnego, a jej dorzecze zajmuje powierzchnię 1510 km².
Źródła znajdują się w Paśmie Głównym Kaukazu na wysokości około 2300 m n.p.m. Rzeka przepływa przez zachodnią część Wielkiego Kaukazu, odwadniając jego południowe zbocze. Przecina wysokie masywy wapienne z charakterystyczną rzeźbą krasową i licznymi jaskiniami, tworząc przełomy. W dolnym biegu wypływa z gór na równinę, gdzie osiąga średni przepływ 97 m³/s. Uchodzi estuarium do Morza Czarnego pomiędzy Gagrą a Picundą. Ustrój rzeki ma charakter deszczowy, śnieżny i krasowy.
Rzeka wykorzystywana jest do spławiania drewna. W górnym biegu Iupszary, prawego dopływu Bzypu, położone jest malownicze jezioro Rica, do którego biegnie droga z wybrzeża Morza Czarnego, prowadząca częściowo przez dolinę rzeki Bzyp.
Nazwa pochodzi od ubyskiego bzə („woda”, „rzeka”) i pe („ujście”, „nos”).